# HD 24863
HD 24863，又名CP-53 628，SAO 233321、HR 1227，是一颗恒星，视星等为6.46，位于銀經262.79，銀緯-47.64，其B1900.0坐标为赤經3h 51m 56.3s，赤緯-52° -47.64′ 55″。